# ديفيد برنس
ديفيد برنس (بالإنجليزية: David Prince) هو منافس ألعاب قوى أمريكي، ولد في 10 سبتمبر 1983.

## روابط خارجية
- ديفيد برنس على موقع اللجنة الأولمبية والبارالمبية الأمريكية (الإنجليزية)